# Vastorf
Vastorf est une commune allemande de l'arrondissement de Lunebourg, Land de Basse-Saxe.

## Géographie
Vastorf se situe à l'ouest du parc naturel d'Elbhöhen-Wendland.
| Barendorf      |         | Reinstorf     |
| Wendisch Evern | Vastorf | Thomasburg    |
| Bienenbüttel   |         | Altenmedingen |

Vastorf comprend les quartiers de Gifkendorf, Rohstorf, Vastorf et Volkstorf.
La Bundesstraße 216 entre Lunebourg et Dannenberg passe au nord de son territoire.

## Histoire
La commune de Vastorf est née de la fusion de ses quartiers en mai 1974.

## Source de la traduction
- (de) Cet article est partiellement ou en totalité issu de l’article de Wikipédia en allemand intitulé « Vastorf » (voir la liste des auteurs).